# Санта-Мария-ди-Монсеррато-дельи-Спаньоли (титулярная церковь)

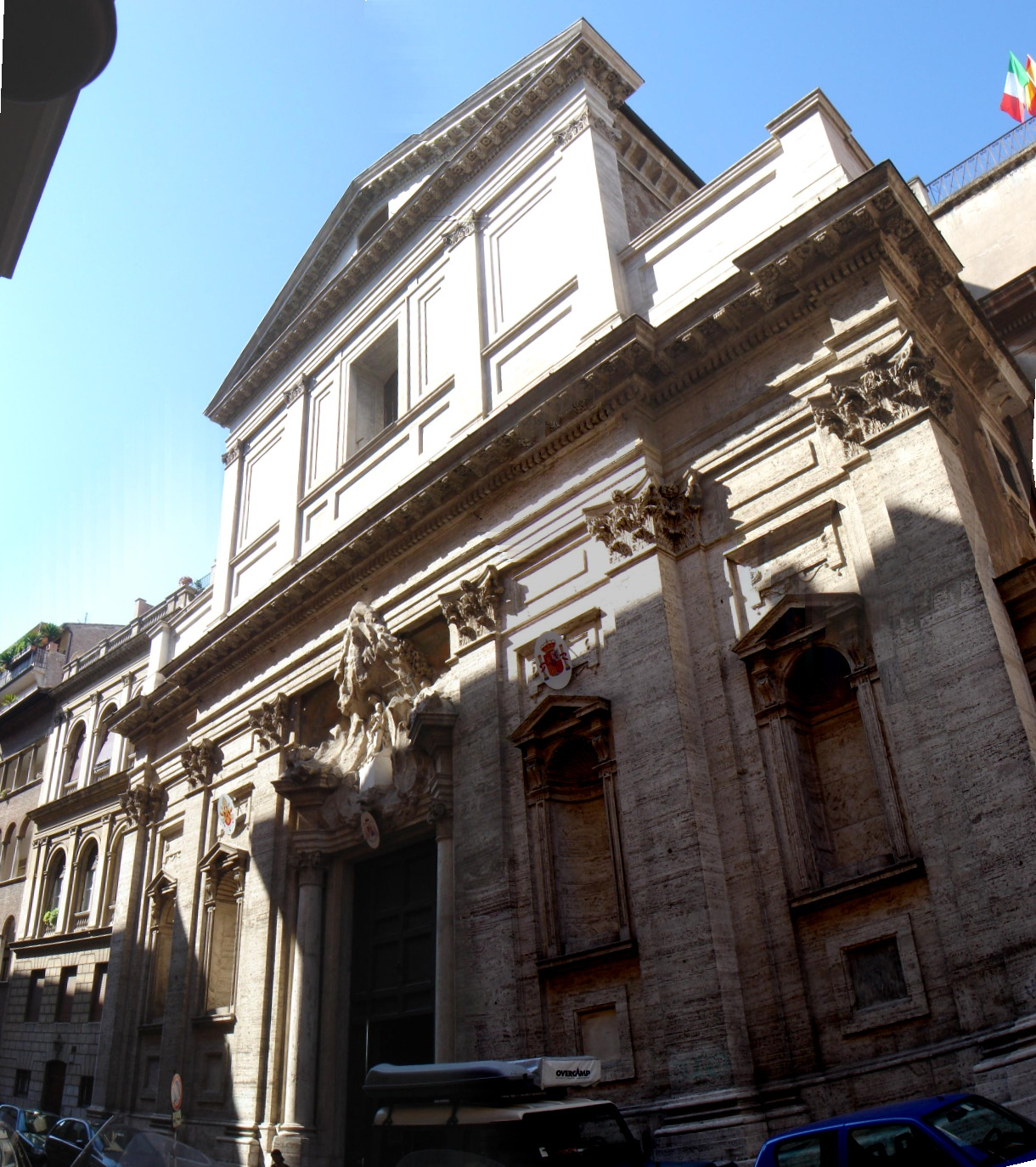
Санта-Мария-ди-Монсеррато-дельи-Спаньоли — титулярная церковь

Титулярная церковь Санта-Мария-ди-Монсеррато-дельи-Спаньоли (лат. Titulus Sanctæ Mariæ Hispanorum in Monte Serrato) — титулярная церковь была создана Папой Иоанном Павлом II в 2003 году. Титул принадлежит церкви Санта-Мария-ди-Монсеррато, расположенной в районе Рима Регола, на виа ди Монсеррато.

## Список кардиналов-священников титулярной церкви Санта-Мария-ди-Монсеррато-дельи-Спаньоли
- Карлос Амиго Вальехо — (21 октября 2003 — 27 апреля 2022, до смерти);
- Хосе Кобо Кано — (30 сентября 2023 — по настоящее время).